# プラークリット
プラークリット（サンスクリット: Prākr̥tam, प्राकृतम्, シャウラセーニー語: pāuda, アルダマーガディー語: pāua）は、中期インド・アーリア語とも言い、おおむね10世紀以前に使われていた、サンスクリットに対して俗語的なインド・アーリア諸語の総称。具体的にはパーリ語、マーガディー（マガダ語）、アルダ・マーガディー（半マガダ語の意味）、マーハーラーシュトリー（マハーラーシュトラ語）、シャウラセーニー、アパブランシャ、ガーンダーリー（ガンダーラ語）などを指す。ジャイナ教の経典に用いられたプラークリットはジャイナ・プラークリットと呼ぶ。
ブラーフミー文字ははじめプラークリットを書くのに用いられた。

## 名称
「プラークリット」という語の意味にはいくつかの説がある。
1. サンスクリットを基礎（prakr̥ti）として生じた言語。伝統的にはこの説をとることが多い。
2. （サンスクリットが人工的に洗練された言語であるのに対して）自然に発達した言語。
3. 民衆の言語。

「プラークリット」が具体的にどの言語を指すかは文献によって異なるが、もっとも広い意味では中期インド・アーリア語と同じ意味に用いられる。この記事でも両者を同じ意味に用いる。

## 歴史
プラークリットは通常3つの時期に分けられる。
1. 初期プラークリット
  - アショーカ王碑文の言語。その特徴によって東部（古代マーガディーともいう。大部分はこの言語で書かれる）・北西部（ガンダーラ語とも言う。カローシュティー文字で書かれている）・西部（ギルナールとソーパーラーの磨崖碑文）に分かれる。ガンダーラ語は碑文以外に仏典や中央アジアの法律文書でも知られる。
  - パーリ語。上座部仏教の経典の言語である。
2. 中期プラークリット
  - ジャイナ教で使用される言語。白衣派の経典（アーガマ）に使われている言語はアルダマーガディー語と呼ばれる。ほかにジャイナ教マーハーラーシュトリー語、ジャイナ教シャウラセーニー語が使われる。
  - 演劇で使用される言語。マーハーラーシュトリー・マーガディー・シャウラセーニーに代表される。マーハーラーシュトリーは詩にも使用される。
  - 文法家の記述の中にのみ現れる言語。パイシャーチーがこれにあたる。本来は説話集『ブリハットカター』の言語であったらしいが、現存する諸本にはこの言語で書かれたものはない。
3. 後期プラークリット
  - アパブランシャと呼ばれる。6世紀ごろから文学で使われるようになった。「アパブランシャ」とはサンスクリット語で「崩れた」を意味する。

## 特徴
サンスクリットとの違いのおおまかな傾向は、言語によっても異なるが以下のようになる。

### 音韻的変化
- 母音は ai au が消滅し（e o になる）、また aya → e、ava → o のような変化が起きた。
- r̥, l̥ は消滅して通常の母音になった。
- 閉音節で長母音は短くなった。このため、サンスクリットにはない短い e o が出現した。
- サンスクリットにあった3つの歯擦音 ś ṣ s の区別が消滅した。
- ḍ, ḍh は母音間で弱化して ḷ, ḷh に変化した。
- 子音結合は、重子音または同器官的鼻音+子音を除いて大部分が消滅した（隣接する子音への同化・脱落・母音挿入などによる）。
- 語末子音は大部分が脱落した。
- y, w はしばしば j, b に合流した。
- パーリ語にはあまり見られないが、時代が進むにつれて母音間の閉鎖音・破擦音が弱化し、無声音の有声化、接近音化、さらには脱落が起きた。マーハーラーシュトリーではこの傾向がいちじるしい。

### 形態的変化
- 双数は消滅した。それ以外の名詞の性・格・数の区別は大部分が保たれたが、アパブランシャでは格が大きく融合している。
- 子音語幹は多くが母音語幹に変化した。
- サンスクリットにあった複雑な動詞の法や反射態は衰退した。
- サンスクリットの未完了過去・アオリスト・現在完了の区別はなくなり、パーリ語では単一の過去形だけになった。マーハーラーシュトリーでは過去形もなくなり、かわりに過去分詞を使うようになった。

## 演劇プラークリット
プラークリットは、インド古典劇でも利用され、サンスクリットと併用された。このようなプラークリットは演劇プラークリットと呼ばれる。インドの古典劇において、サンスクリットはバラモン・王・学者・大臣・将軍等高級軍人などの男性、及び第一王妃、大臣の娘、尼僧、高級娼婦などが使用した。これに対してプラークリットは婦人・子供・地位の低い男性が用いた。
演劇プラークリットには、シャウラセーニー語、マハーラーシュトリー語、マーガディー語の三種類があり使い分けされた。通常劇では、サンスクリットとシャウラセーニーが利用され、シャウラセーニーを利用する登場人物が韻文を使う時はマハーラーシュトリーが利用された。マハーラーシュトリーは抒情詩にも利用された。マーガディーは極めて地位の低い男性に用いられた。このように、同一劇の中で3種類のプラークリットが使い分けられた。なお、演劇用プラークリットは劇中に登場する、劇中言語としての口語であって、劇が作成された時代（3世紀から10世紀頃）にあって、実際の日常生活の口語ではなかった。元は口語だったが、インド古典劇の時代にあっては演劇専用口語言語として“文語化”していたものと推測されている。
シャウラセーニーは中北インド地方で前五世紀に利用された口語との説があり、中世にはカリー・ボリー語となり、現代のヒンドゥスターニー語、パンジャーブ語等へと発展した。マーガディーはマガダ地方の口語（インド東部・ベンガル・ネパール地方）、シャカが用いた言葉との説があり、アショーカ王の勅令で利用された言語で、現代のビハール語、ベンガル語、オリヤー語などの祖語となった。マハーラーシュトリー語は前500年頃から後500年の間の1000年間利用され、北はマールワー、ラージプート、南はクリシュナ川、トゥンガバドラー川付近で使われていた。現代のシンハラ語、マラーティー語、コンカニ語の祖語となった。